# Левкотея
Левкотея, також Левкотея, Левкофоя (грец. Λευκοθεα — біла богиня) — у давньогрецькій міфології ім'я богині, в яку за бажанням Діоніса була перетворена Іно — друга дочка Кадма й Гармонії, дружина Атаманта, мати Леарха і Мелікерта.
Вигодувала Діоніса. Вона дала Одіссею покривало, що врятувало його. Їй присвячено LXXIV орфічний гімн.
За Родоським міфом, це епітет Галії.
Левкотею вважали покровителькою мандрівників і ототожнювали з римською богинею Матутою. Культ Левкотеї був пов'язаний з Істмійськими іграми, завдяки яким поширився по всій Греції. Міфи про Левкотею мають трагічний характер, а вислів Inus ache — «скорботи Іно» став крилатим.